# Louise Imogen Guiney

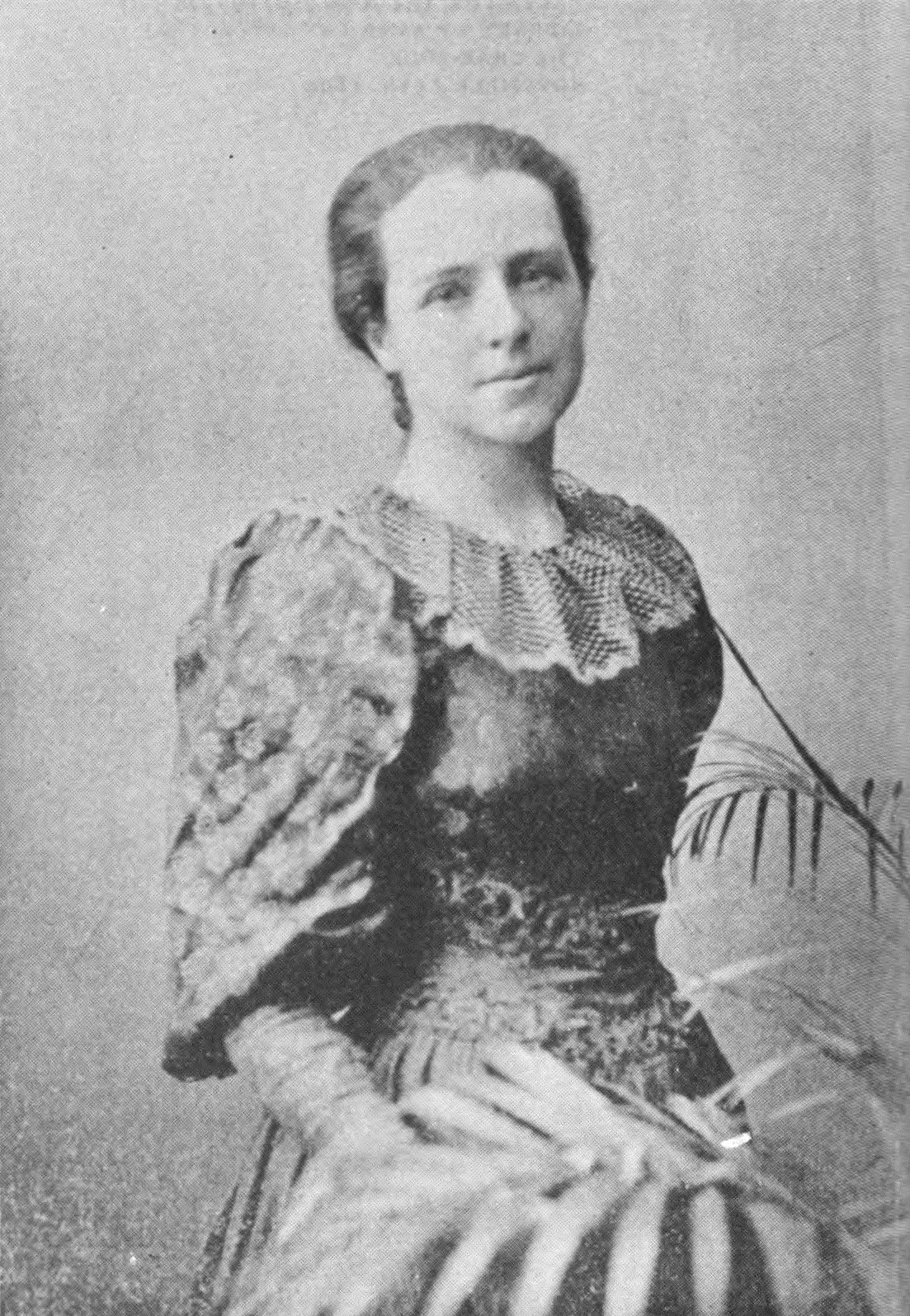
Louise Imogen Guiney, ca. 1894

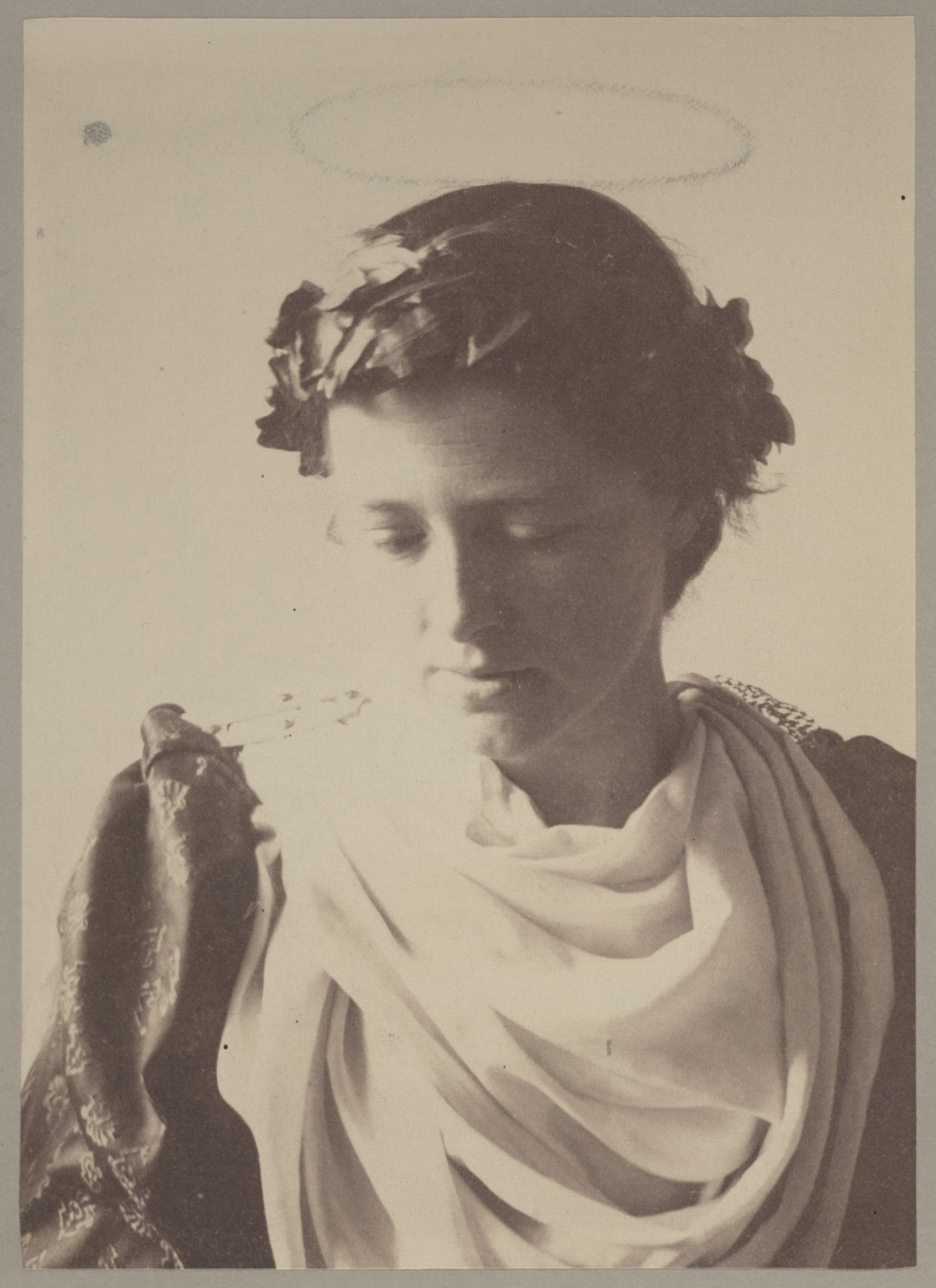
Louise Imogen Guiney, 1893

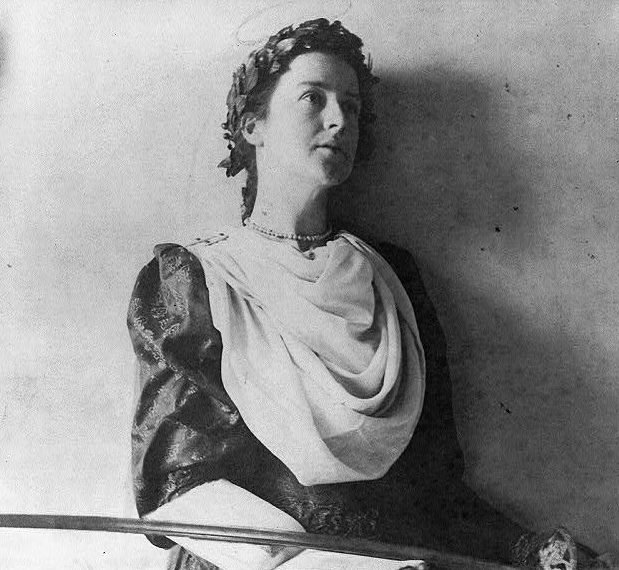
Louise Imogen Guiney (1893)

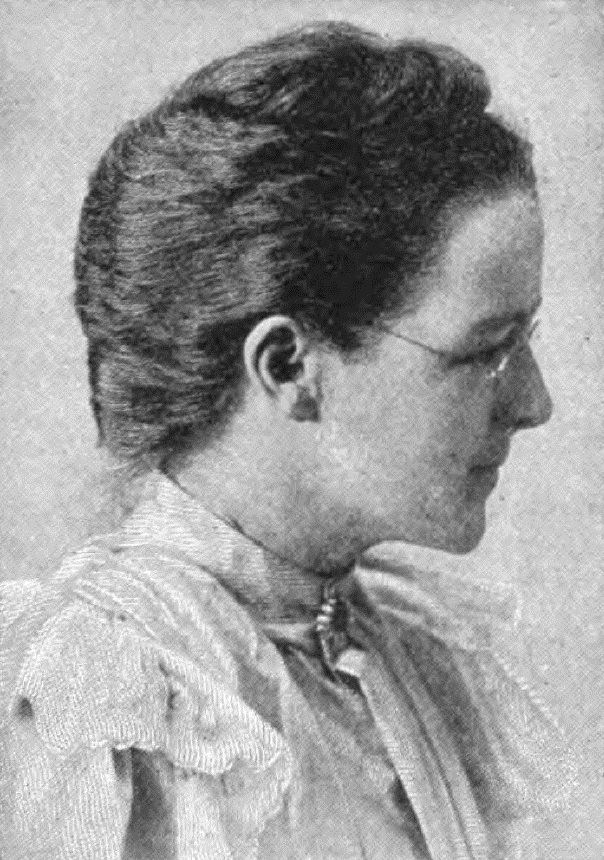
Louise Imogen Guiney (ca. 1900)

Louise Imogen Guiney (* 7. Januar 1861 in Roxbury, Massachusetts; † 2. November 1920 in Gloucestershire, England) war eine US-amerikanische Autorin, Biografin und Journalistin.

## Leben
Guiney war die Tochter von Patrick Robert Guiney, einem irischstämmigen amerikanischen Bürgerkriegsgeneral  und Rechtsanwalt aus dem County Tipperary, und Jeannette Margaret Doyle. Sie wurde römisch-katholisch erzogen und besuchte die Klosterschule Notre Dame in Boston sowie die Academy of the Sacred Heart in Providence, Rhode Island, die sie 1879 abschloss.
In den folgenden 20 Jahren arbeitete sie in verschiedenen Berufen, unter anderem als Postmeisterin und Katalogisiererin in der Boston Public Library. Sie war Mitglied mehrerer literarischer und sozialer Clubs und hatte laut ihrem Freund, dem Ralph Adams Cram „den vitalsten und kreativsten persönlichen Einfluss“ auf ihren Bekanntenkreis von Schriftstellern und Künstlern in Boston.
Im Jahr 1901 zog Guiney nach Oxford, England, um sich auf ihre Gedichte und Essays zu konzentrieren. Anlässlich des hundertsten Geburtstags von Kardinal Newman im Jahr 1901 stiftete sie der Kirche St. Mary and St. Nicholas, Littlemore, ein in Oberammergau geschnitztes Kruzifix.
Guiney schrieb für The Atlantic Monthly, Scribner’s Magazine, McClure’s Magazine, Blackwood's Magazine, Dublin Review, The Catholic World und die Catholic Encyclopedia.
Zusammen mit Gwenllian Morgan bereitete Guiney Materialien für eine Ausgabe und Biografie des anglo-walisischen metaphysischen Dichters Henry Vaughan aus dem 17. Jahrhundert vor. Weder Guiney noch Morgan lebten jedoch lange genug, um das Projekt zu vollenden, aber ihre Forschungen wurden von F. E. Hutchinson für seine 1947 erschienene Biografie Henry Vaughan verwendet.
Guiney starb im Alter von 59 Jahren in der Nähe von Gloucestershire, England, an einem Schlaganfall und hinterließ einen Großteil ihrer Arbeit unvollendet.
Ihr Leben und ihre Werke erregten die Aufmerksamkeit der Historikerin und Schriftstellerin Eva Mabel Tenison, die mehrere Bücher über sie veröffentlichte: 1921 veröffentlichte Tenison Louise Imogen Guiney; an Appreciation, 1922 The Recusant Poets: An Unpublished Work of Louise Imogen Guiney and Fr. Geoffrey Bliss, S.J. sowie 1923 Louise Imogen Guiney: Her Life and Works, 1861–1920 und A Bibliography of Louise Imogen Guiney, 1861–1920.

## Veröffentlichungen
Lyrik
- Songs at the Start (1884)
- The White Sail and Other Poems (1887)
- Brownies and Bogles (1888)
- A Roadside Harp (1893)
- Nine Sonnets Written at Oxford (1895)
- England and Yesterday (1898)
- The Martyrs' Idyl and Shorter Poems (1899)
- The Princess of the Tower (1906)
- Happy Ending (Gesammelte Gedichte, 1909)

Essays
- Goose-Quill Papers (1885)
- Monsieur Henri: A Foot-Note to French History (1892)
- A Little English Gallery (1895)
- Patrins (1897)

Anderes
- Mit Alice Brown: Robert Louis Stevenson (Biografie, 1895)
- Lovers' Saint Ruth's and Three Other Tales (Kurzgeschichten, 1895)
- Als Herausgeberin: James Clarence Mangan, his Selected Poems: With a Study by the Editor (1897)
- Robert Emmet a Survey of His Rebellion, and of His Romance (Biografie, 1904)
- Blessed Edmund Campion (Biografie, 1908)
- Letters (Briefe, 1926, posthum)
- Geoffrey Bliss (Hrsg.): Recusant Poets (unveröffentlichte Werke, 1939, posthum)